# Ana Bejarano Ricaurte
Ana Bejarano Ricaurte (Bogotá, 1988) es una abogada, docente y columnista de opinión colombiana. Hace parte del equipo del programa web de opinión Los Danieles como presentadora y columnista, también coproduce y codirige el Podcast Patria Boba. Es parte del consejo directivo de la Fundación para la Libertad de Prensa (2024-2025) y codirectora de la organización El Veinte, una organización civil para la defensa de los derechos digitales en Colombia.

## Primeros años y estudios
Nació en la ciudad de Bogotá, hija mayor del reconocido abogado y columnista de opinión Ramiro Bejarano Guzmán, y de la también abogada Margarita Ricaurte.
Ana Bejarano cursó sus estudios de derecho en la Universidad de los Andes. Realizó una maestría en leyes en la Universidad Harvard en Boston. Ejerce como docente en su alma mater.

## Carrera como jurista
Ana Bejarano ha estado asociada a la firma Bejarano Abogados que dirige su padre.
En 2015 fue secretaria privada del ministro de Justicia, Yesid Reyes.
Ana Bejarano ha ejercido la defensa de periodistas en varios casos.
Durante el proceso que condenó a la periodista Vicky Dávila en 2021 en el caso de prostitución al interior de la policía nacional conocido como «La Comunidad del Anillo»,  el periodista Daniel Coronell, le pidió a su amigo Ramiro Bejarano y a su hija Ana asumir la defensa de su entonces amiga y colega Dávila, al considerar que esta enfrentaba una denuncia injusta en contra de su ejercicio periodístico. Ana y su padre lograron sentencia favorable para Dávila, si bien la amistad de Coronell y Dávila se deterioró públicamente por casos ajenos al proceso.
También ejerció la defensa de Catalina Ruiz Navarro y Matilde de los Milagros, las periodistas que fueron denunciadas por el director de cine Ciro Guerra tras que estas revelaran denuncias de presunto acoso sexual que este habría ejercido contra varias mujeres.

### Demanda deneutralidad de la red
Bejarano, como parte de la organización El Veinte, adelantó una demanda ante la Corte Constitucional en contra del artículo 56 de la Ley 1450 de 2011 para lograr la llamada «neutralidad de acceso a internet» en Colombia, impidiendo que los operadores ofrezcan tasa cero en ciertas aplicaciones, (conocida internacionalmente como Zero-rating). En mayo de 2025 la corte falló a su favor, lo que generó gran revuelo en la opinión pública ya que muchos usuarios indicaron que dicha sentencia afectaría a la mayoría de colombianos, muchos de ellos de escasos recursos, que no tendrían posibilidad de adquirir planes que incluyeran la gratuidad en aplicaciones específicas como Facebook, Instagram y WhatsApp.
Para Bejarano esto no es cierto ya que, según dice, los operadores se tendrán que adaptar a las condiciones de neutralidad de la red y ofrecer a los usuarios libertad de elegir qué aplicación quieren que tenga tasa cero dentro de una oferta amplia y diversa. Aunque ha admitido que hasta el momento se desconoce la totalidad de la sentencia y sus posibles consecuencias. Mencionando que se espera que la corte otorge un año al Estado colombiano para que regule sobre dicha sentencia.

#### Pronunciamiento de la Corte
El 19 de junio de 2025, la Corte Constitucional publicó su comunicado oficial sobre la deamnda presentada por el equipo de El Veinte, solventando algunas de las dudas que existían sobre el contenido del fallo.El Comunicado de la Corte aclara que las ofertas de tasa cero, que suelen presentarse como "acceso gratuito", en realidad "Aunque no son propiamente gratuitas, y muchas veces ni siquiera esas ofertas hacen parte de los planes de datos más económicos, hay una percepción de gratuidad que hace que los usuarios graviten hacia los contenidos, aplicaciones, tipos de aplicaciones o páginas web que seleccionen los prestadores de servicios de internet en el marco de aquéllas." El Comunicado dice además que "las ofertas de tarifa cero, basadas en una finalidad comercial, buscan generar una dependencia de los usuarios a determinadas
aplicaciones, lo que incide negativamente en su capacidad de elección". La Corte Constitucional además señaló que su decisión " no implica que los prestadores de servicios de internet no puedan hacer ofertas o dar a los usuarios servicios con gratuidad. Es perfectamente posible que los prestadores de servicios de internet diseñen y ofrezcan planes comerciales, que sean atractivos para los usuarios, siempre que estos no violen derechos fundamentales y respeten el principio de neutralidad de internet. La inexequibilidad de la disposición acusada no lleva a prohibir la posibilidad de innovación o la facultad de los prestadores de servicios de internet de competir en un mercado abierto. De hecho, la Corte puso de presente que
existen múltiples alternativas de ofertas compatibles con la neutralidad de la red y el respeto de derechos fundamentales que han sido implementadas en diferentes países. Por ejemplo, entre ellas, se encuentran los planes diferenciados por volumen de datos o velocidades, ofertas con datos limitados para todo tipo de tráfico, tarifas especiales para estudiantes o poblaciones vulnerables, promociones temporales con descuentos generales sobre el uso de internet, bonos de datos adicionales para la navegación libre, entre otras posibilidades. Estas modalidades de ofertas permiten la innovación y la competencia del
mercado, sin interferir en la capacidad de los usuarios para decidir en forma autónoma qué contenidos acceder, qué aplicación o tipo de aplicaciones utilizar o qué servicios consumir en la red."
Después de ser conocido el comunicado, el abogado de la empresa de telefonía Tigo,  Héctor Riveros, publicó un post de X en el que no indica su vinculación con dicha empresa y afirma lo contrario a lo que dice el comunicado de la Corte Constitucional. El señor Riveros dice que la postura de la Corte no cambia los supuestos efectos adversos de la decisión y que "implica que deberán pagar más por los mismos servicios o, simplemente, dejar de usarlos." No obstante, tal afirmación consiste en una especulación y omite que el comunicado de la Corte indica que "la Corte destacó que distintos estudios y conceptos examinados en el proceso evidencian que las ofertas que permiten segmentaciones contrarias a la neutralidad de la red -como los planes de tarifa cero, en los que los prestadores de servicios de internet seleccionan qué contenidos, servicios, aplicaciones o tipos de aplicaciones no consumen datos del plan contratadono son necesariamente las opciones más económicas. De hecho, en algunos casos, estas ofertas incrementan artificialmente el costo del dato que finalmente paga el usuario. Esto explica que, en países donde se han limitado o prohibido planes de tarifa cero, los prestadores hayan rediseñado sus ofertas para competir mediante la reducción del precio de los datos o la inclusión de datos gratuitos de uso libre. Tales estrategias se han implementado incluso en contextos de alta pobreza y marcada brecha digital. En otros términos, es equivocado asumir que, como consecuencia de esta decisión, los usuarios de telefonía móvil prepagada necesariamente tendrán que pagar más por el mismo servicio."

## Relación con medios de comunicación y prensa
Bejarano se dio a conocer por su participación en el canal de YouTube, Los Danieles donde cada domingo pública una columna de opinión y conduce el programa junto a Daniel Coronell, Daniel Samper Pizano y Daniel Samper Ospina.
En octubre de 2023 inició un Podcast transmitido en Spotify y YouTube llamado «Patria Boba». Allí ha trabajado con los periodistas Andrés Caro y Laura Ardila.
En 2024 fue elegida para ser parte del consejo directivo de la Fundación para la Libertad de Prensa (FLIP), una ONG que se dedica a la defensa de la libertad de prensa en Colombia.